# بایزیزان

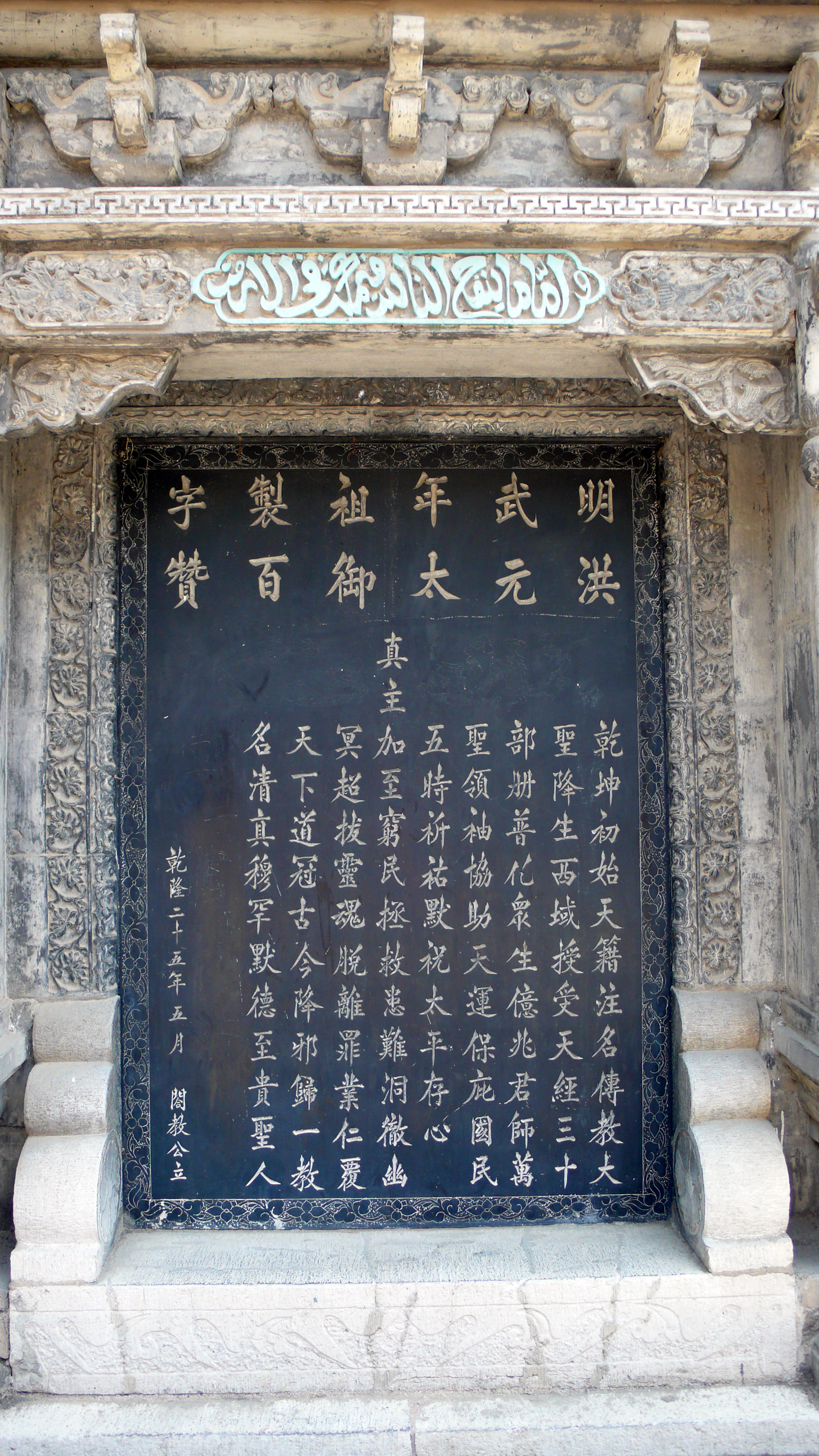
دیوار مسجد نانجینگ

بایزیزان (به چینی:百字讃 bǎizìzàn) ستایشِ ۱۰۰ هجایی از اسلام و محمد است که توسط امپراتورِ چین، هونگ‌وو (فرمانروایی از ۱۳۶۸ تا ۱۳۹۸ میلادی) نوشته شده‌است. نسخه‌هایی از آن در چند مسجد در نانجینگ چین به نمایش گذاشته شده‌است.

## متن
هونگ‌وو فرمان به ساختِ مسجد در شیجینگ، نانجینگ، جنوب یوننان، فوجیان و گوانگ‌دونگ داد و مدیحه‌ای در ستایش محمد نوشت.
乾坤初始，天籍注名。
傳教大聖，降生西域。
جهان آغاز شد با لوحِ آسمانیِ دارنده‌یِ نامِ او.
حکیمِ بزرگِ دیندار؛ زاده در قلمرو غربی.
授受天經，三十部冊，
普化眾生。億兆君師，
萬聖領袖。
دعوت و دریافت کتاب آسمانی در ۳۰جزء، جهانانه همه مخلوقات را دگرگون می‌کند.
استاد هزارهزارهزارهزار (تریلیون) حاکم؛ راهبرِ ۱۰هزار حکیم.
協助天運，保庇國民。
五時祈祐，默祝太平。
存心真主，加志窮民。
拯救患難，洞徹幽冥。
به کمک سرنوشت، محافظ جامعه.
در هرکدام از نمازهای پنجگانه برای همیشان بی‌صدا تندرستی را دعا می‌کند.
هدفش این است که خداوند، نیازمندان را یاد کند.
آنان را از مصیبت به سلامت، رهایی‌بخش است؛ دانای غیب.
超拔靈魂，脱離罪業。
仁覆天下，道冠古今。
برتر از هر روح و وجود.
فارغ از اعمال سرزنش‌پذیر.
رحمت بر همه جهانیان که مسیر، همواره پیداست.
降邪歸一，教名清真。
از عقیده به جهل بازگردید به سوی «واحد» که دینی است به نام اسلام.
穆罕默德，至貴聖人。
محمد، بزرگوارترین حکیم است.